# Rezerwat przyrody Ławski Las II
Rezerwat przyrody Ławski Las II – leśny rezerwat przyrody położony na terenie gminy Wąsosz w województwie podlaskim, w dolinie rzeki Wissy. Został utworzony w 1998 roku w celu ochrony fragmentów olsu i łęgu jesionowo-olszowego. Powierzchnia rezerwatu wynosi 74,91 ha (akt powołujący podawał 74,11 ha). Leży na gruntach Skarbu Państwa, będących w zarządzie Nadleśnictwa Rajgród.
Na mocy obowiązującego planu ochrony ustanowionego w 2007 roku, obszar rezerwatu objęty jest ochroną czynną.
W pobliżu znajduje się rezerwat „Ławski Las I”; oba rezerwaty są ostoją licznych ptaków. Rezerwaty te leżą poza granicami wielkoobszarowych form ochrony przyrody.